# Елгін (Орегон)
Елгін (англ. Elgin) — місто (англ. city) в США, в окрузі Юніон штату Орегон. Населення — 1717 осіб (2020).

## Географія
Елгін розташований за координатами 45°33′52″ пн. ш. 117°55′17″ зх. д. / 45.56444° пн. ш. 117.92139° зх. д. (45.564417, -117.921309).  За даними Бюро перепису населення США в 2010 році місто мало площу 2,56 км², уся площа — суходіл.

### Клімат
| Клімат : Елгін          | Клімат : Елгін | Клімат : Елгін | Клімат : Елгін | Клімат : Елгін | Клімат : Елгін | Клімат : Елгін | Клімат : Елгін | Клімат : Елгін | Клімат : Елгін | Клімат : Елгін | Клімат : Елгін | Клімат : Елгін | Клімат : Елгін |
| Показник                | Січ.           | Лют.           | Бер.           | Квіт.          | Трав.          | Черв.          | Лип.           | Серп.          | Вер.           | Жовт.          | Лист.          | Груд.          | Рік            |
| Абсолютний максимум, °C | 18,3           | 20,0           | 25,6           | 32,8           | 36,7           | 38,3           | 42,2           | 43,3           | 39,4           | 33,3           | 22,8           | 17,8           | 43,3           |
| Середній максимум, °C   | 3,4            | 6,7            | 11,0           | 15,9           | 20,7           | 24,8           | 30,6           | 30,5           | 25,6           | 18,0           | 8,7            | 4,3            | 16,7           |
| Середній мінімум, °C    | −5,7           | −4,1           | −2,2           | 0,3            | 3,3            | 6,3            | 8,0            | 7,1            | 3,3            | −0,2           | −2,4           | −4,6           | 0,8            |
| Абсолютний мінімум, °C  | −32,8          | −32,2          | −27,2          | −11,7          | −8,3           | −3,3           | −1,7           | −3,9           | −7,2           | −13,3          | −31,1          | −35            | −35            |
| Норма опадів, мм        | 75             | 64             | 55             | 45             | 48             | 41             | 17             | 18             | 25             | 47             | 79             | 86             | 600            |
| Днів з опадами          | 13             | 12             | 13             | 11             | 10             | 9              | 4              | 5              | 6              | 9              | 13             | 13             | 118,0          |
| ----------------------- | -------------- | -------------- | -------------- | -------------- | -------------- | -------------- | -------------- | -------------- | -------------- | -------------- | -------------- | -------------- | -------------- |
| Джерело:                |                |                |                |                |                |                |                |                |                |                |                |                |                |

## Демографія
Згідно з переписом 2010 року, у місті мешкало 1711 особа в 714 домогосподарствах у складі 482 родин. Густота населення становила 668 осіб/км².  Було 778 помешкань (304/км²).
Расовий склад населення:
| - 95,3 % — білих - 1,3 % — корінних американців - 0,6 % — вихідців з тихоокеанських островів - 0,2 % — чорних або афроамериканців - 0,2 % — азіатів - 1,2 % — осіб інших рас |

До двох чи більше рас належало 1,3 %. Частка іспаномовних становила 3,3 % від усіх жителів.
За віковим діапазоном населення розподілялося таким чином: 24,1 % — особи молодші 18 років, 58,1 % — особи у віці 18—64 років, 17,8 % — особи у віці 65 років та старші. Медіана віку мешканця становила 43,9 року. На 100 осіб жіночої статі у місті припадало 105,6 чоловіків;  на 100 жінок у віці від 18 років та старших — 101,4 чоловіків також старших 18 років.
Середній дохід на одне домашнє господарство  становив 41 952 долари США (медіана — 38 250), а середній дохід на одну сім'ю — 49 037 доларів (медіана — 45 352). За межею бідності перебувало 19,6 % осіб, у тому числі 28,8 % дітей у віці до 18 років та 5,1 % осіб у віці 65 років та старших.
Цивільне працевлаштоване населення становило 569 осіб. Основні галузі зайнятості: виробництво — 23,2 %, освіта, охорона здоров'я та соціальна допомога — 21,6 %, мистецтво, розваги та відпочинок — 11,4 %, роздрібна торгівля — 7,2 %.